# Histoire du cheval en Grande-Bretagne

## Domestication pré-romaine

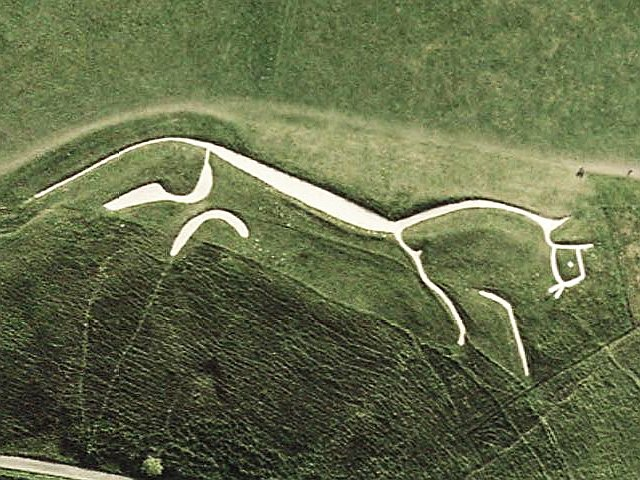
La figure de craie du cheval blanc d'Uffington date de l'âge du bronze.

Des chevaux domestiqués sont présents en Grande-Bretagne à partir de l'âge du bronze, vers -2000. Les archéologues ont retrouvé des mors utilisés pour atteler des chevaux, et des roues de chariots ont été retrouvées à Flag Fen et à Blair Drummond, quoique ces véhicules étaient peut-être tirés par des bœufs et non par des chevaux. Les preuves manquent pour affirmer que l'on montait les chevaux durant le Bronze ancien, même s'il est possible que la monte à cru ait requis des objets qui n'ont pas subsisté ou n'ont pas été découverts. Le combat à cheval est documenté durant le Bronze final. Des poneys sont domestiqués dans le Dartmoor vers -1500
Un temple de l'âge du fer près de Cambridge a livré des ossements de chevaux dans des puits rituels. Une vingtaine de tombes à char ont été découvertes, la plupart liées à la culture d'Arras, dont celle d'une femme à Wetwang Slack. Dans la plupart des cas, les chars ont été démantelés avant l'inhumation ; seuls les chars de Ferrybridge et de Newbridge ont été retrouvés intacts. La sépulture de Newbridge a été datée de -520/-370, et celle de Ferrybridge date vraisemblablement de la même époque
Pour la fin de l'âge du fer, de nombreux éléments prouvent l'utilisation du cheval pour le transport et le combat, et pour le commerce entre les habitants de la Grande-Bretagne et les cultures voisines. Un trésor d'objets de l'âge du fer retrouvé à Polden Hill comprend une grande quantité d'objets équestres, et un mors en cuivre moulé de la fin de l'âge du fer a été découvert à St Ewe, en Cornouailles. Le cheval est une figure importante de la religion et des mythes celtes, comme l'illustre le cheval blanc d'Uffington, une silhouette de craie dessinée dans le flanc d'une colline près du fort de l'âge de fer d'Uffington Castle, dans l'Oxfordshire.

## De la conquête romaine à la conquête normande

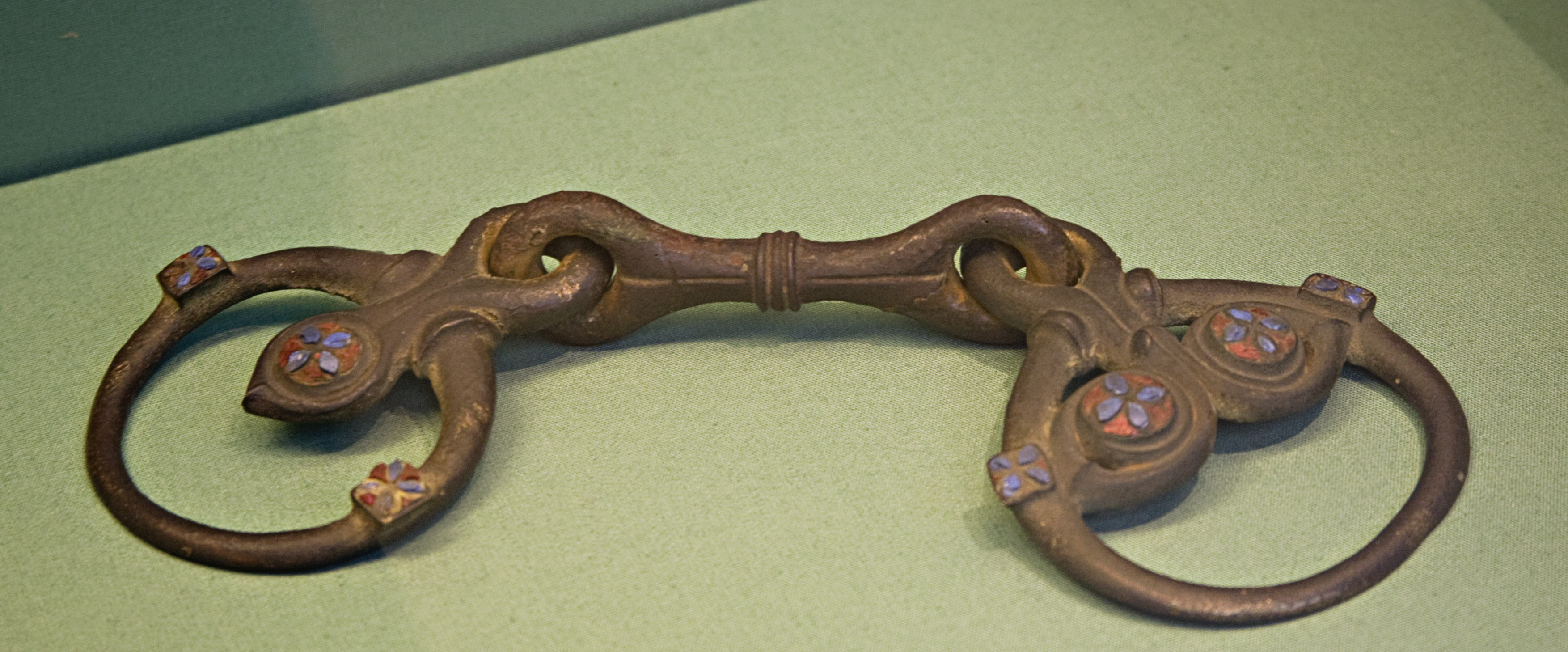
Mors de filet de la deuxième moitié du Ier siècle.

Lorsque Jules César tente d'envahir la Grande-Bretagne en -55, il doit y affronter des cavaliers bretons. Les cavaliers gaulois qui l'accompagnent sont écrasés par les chariots de guerre des insulaires. La résistance organisée menée par Cassivellaunos dispose de plus de 4 000 chariots de guerre. À l'est des Pennines, les Romains rencontrent également les Gabrantovici, des « guerriers montés à cheval ». L'étendue et le développement des éléments de sellerie (mors, etc.) datant de cette période permettent de retracer le recul des chefs bretons au fil de la conquête romaine de la Bretagne.
Les ossements de vingt-huit chevaux ont été découverts dans un puits à Dunstable, un relais romain situé sur Watling Street. Ils ont été tués pour leur viande, mais l'inhumation des carcasses entières ailleurs à Dunstable est peut-être liée à un renouveau du culte de la déesse celte Épona, protectrice des chevaux, des ânes et des mules. Des chevaux inhumés aux côtés d'humains dans un cimetière du IVe ou du Ve siècle à Dunstable témoignent de la croyance en Épona comme protectrice des défunts.

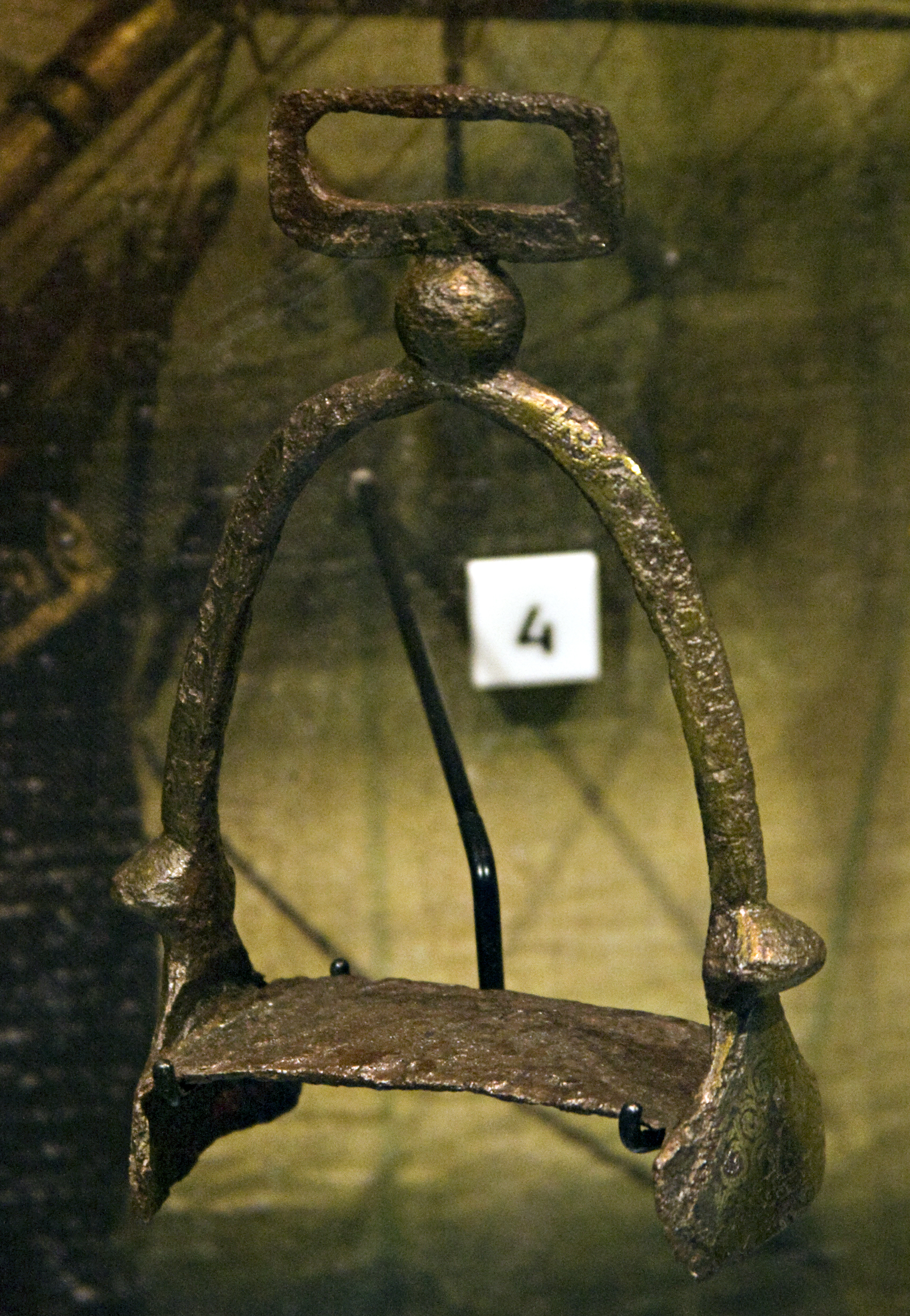
Étrier du Xe siècle découvert dans la Tamise.

La qualité des chevaux de Bretagne est reconnue à l'époque romaine : plusieurs spécimens sont envoyés en Italie pour y améliorer les lignées locales. Une piste de courses de chariots a été retrouvée à Colchester, premier signe d'un usage du cheval dans le domaine sportif
À partir du Ve siècle, le rôle du cheval dans la culture anglo-saxonne apparaît dans le nombre important de mots pouvant désigner cet animal en vieil anglais. Toutefois, il n'existe pas de terme pour désigner les « chevaux de trait », et le travail de labourage semble avoir été réservé aux équipages de bœufs, bien que le Domesday Book mentionne un cheval de hersage en 1086. Les chevaux servent avant tout au transport de biens et de personnes ; plusieurs toponymes font référence à la présence de troupeaux, comme Stadhampton, Stoodleigh ou Studham, et des étriers et des éperons datant de cette époque ont été retrouvés par les archéologues. Des courses de chevaux sont également organisées, et un « parcours pour chevaux » est mentionné dans une charte du roi Eadred en 949,.

## Au XXIe siècle
La crise économique qui frappe le Royaume-Uni comme une bonne partie du monde a des conséquences sur les propriétaires de chevaux. Le coût d'entretien moyen des animaux a augmenté (de 4300 euros en 2005 à 7200 euros en 2010), ils s'en débarrassent en les confiant à des refuges ou en les envoyant à l'abattoir. L'association Redwings, a vu les demandes d'accueil de chevaux augmenter de plus de 100% entre 2009 et 2010, et aurait reçu la même année 7000 appels téléphoniques concernant des chevaux laissés à l'abandon, d'après The Independent.  En 2010, plus de 8000 chevaux ont fini à l'abattoir, soit une augmentation de 50% par rapport à l'année précédente.